# Ивановци (Моравске Топлице)
Ивановци (словен. Ivanovci, мађ. Alsószentbenedek) су насељено место у општини Моравске Топлице, Помурска регија, Словенија.

## Историја
До територијалне реорганизације у Словенији били су у саставу старе општине Мурска Собота.

## Становништво
У попису становништва из 2011. године, Ивановци су имали 135 становника.
| Број становника према пописима | Број становника према пописима | Број становника према пописима |
| ------------------------------ | ------------------------------ | ------------------------------ |
| 1991                           | 2002                           | 2011                           |
| 152                            | 131                            | 135                            |

## Галерија
- крст
- натпис на крсту
- остаци старе цркве